# Frank Wilfred Jordan
Frank Wilfred Jordan (6. října 1881 Canterbury – 12. ledna 1941) byl britský fyzik.

## Životopis
Narodil 6. října 1881 v Canterbury v anglickém Kentu jako syn Edwarda Jamese Jordana a Elizy Edith Kingové. V prosince roku 1916 se oženil s květinářkou Fanny Bentley Woodovou, v té době sloužil jako voják v New Havenu. Zemřel 12. ledna 1941 ve věku 59 let v Colthamu, v hrabství Gloucestershire.

### Vzdělání a kariéra
Středoškolské vzdělání získal na gymnáziu Simona Langtona v Canterbury. V letech 1899 až 1904 studoval na Royal College of Science, kde úspěšně absolvoval s titulem Associate of Physics a magisterským titulem. Od roku 1912 působil jako lektor fyziky na své alma mater. V roce 1918 je zmiňován jako odborník na elektřinu na City and Guilds Technical College. Tam spolupracoval s Williamem Ecclesem na vynalezení klopného obvodu, který položil základ pro elektronické ukládání binárních dat v počítačích.